# ژان گرمییون
ژان گرمییون (فرانسوی: Jean Grémillon‎؛ ‏ ۳ اکتبر ۱۹۰۲ – ۲۵ نوامبر ۱۹۵۹) کارگردان فیلم اهل فرانسه بود.
از فیلم‌های او می‌توان به «آقای ویکتور غریبه» اشاره کرد.